# Pankotai Állami Gazdaság Május 1. Szocialista Brigádja
A Pankotai Állami Gazdaság Május 1. Szocialista Brigádja (röviden Május 1. szocialista brigád) 11 szakmunkásból álló munkaközösség. A brigád tagjai – kombájnosok, villanyszerelők, lakatosok, esztergályosok és üzemvezetők – az egykor Szentes vidékén működő Pankotai Állami Gazdaságban mezőgazdasági gépek javításával, üzemeltetésével foglalkoztak.
1975-ben megkapták a Magyar Népköztársaság Állami Díjának II. fokozatát, az indoklás szerint „a kombájnos aratásban, a gépek karbantartásában elért kiemelkedő eredményeikért, újító tevékenységükért”.

## A brigád tagjai
A brigád tagja volt:
- Bakai István (1940) villanyszerelő
- Gyarmati Ferenc (1930) géplakatos
- Halász Szabó Pál (1932–?) autószerelő, kombájnos
- Juhász Szabó István (?–?) vasesztergályos, brigádvezető (Állami Gazdaságok Kiváló Dolgozója, 1963)
- Juhász Szabó Sándor (1937) karbantartó, kombájnos, brigádvezető
- Köteles Sándor (1943) esztergályos
- Oláh József (1943) üzemmérnök (Kiváló Feltaláló, 1981)
- Pádár István (1935) géplakatos (Mezőgazdaság Kiváló Dolgozója, 1971; Kiváló Dolgozó, 1980, 1984)
- Sebesi Sándor (1920–?) géplakatos
- Surányi Antal (1933) üzemvezető (Kiváló Dolgozó, 1964, 1967, 1969; Mezőgazdaság Kiváló Dolgozója, 1972; Kiváló Újító bronz fokozat, 1983)
- Szabados Lukács (1927–?) villanyszerelő

Gyarmati Ferenc a cserebökényi gépállomáson kezdett dolgozni, majd 1951-ben Juhász Szabó István brigádjába kerülve végezte a mezőgazdasági gépek javítását. Juhok nyírásakor – több állami gazdaságban – túlórában a nyírók gépeit javította. 1990-ben ment nyugdíjba. Felesége 24 éven át nyíróként dolgozott.